# Ciorna Dolîna, Ceaplînka
Ciorna Dolîna (în ucraineană Чорна Долина) este un sat în comuna Mahdalînivka din raionul Ceaplînka, regiunea Herson, Ucraina.

## Demografie
Componența lingvistică a localității Ciorna Dolîna
     Ucraineană (86,36%)
     Rusă (13,64%)
Conform recensământului din 2001, majoritatea populației localității Ciorna Dolîna era vorbitoare de ucraineană (86,36%), existând în minoritate și vorbitori de rusă (13,64%).